# 益田祐美子
益田 祐美子（ますだ ゆみこ）は　日本の映画プロデューサー、講演家。女性。株式会社平成プロジェクト代表取締役社長。金城学院大学卒。

## 経歴
岐阜県高山市生まれ。大学の研究「高齢者用用品開発への提言と実際」が商品研究大賞受賞。
NHK岐阜、名古屋でニュースや子供向け番組に出演もしている。
月刊誌の記者を経て、株式会社平成プロジェクトを設立し、代表取締役社長就任。
40歳の時から映画づくりに携わり、現在に至る。
記者時代の経験を活かし、執筆活動も行っており、著書も出版。

## フィルモグラフィー
- 風の絨毯（2003年）
- 平成職人の挑戦（2005年）
- 蘇る玉虫厨子（2007年）
- 築城せよ！（2009年）
- 海峡をつなぐ光（2011年）
- 李藝－最初の朝鮮通信使（2013年）
- 瀬戸内海賊物語（2014年）
- シネマの天使（2015年）
- サンマとカタール 女川つながる人々（2016年）
- ハイヒール革命！（2016年）
- こいのわ 婚活クルージング（2017年）
- 一陽来復 Life Goes On（2018年）
- ソローキンの見た桜（2019年）
- ハチとパルマの物語（2021年）

## 著書
- 「映画作りはロマンとソロバン！」（2016年）
- 「3億5千万集めた主婦は、世界をつなぐ映画プロデューサー。」（2010年）
- 「私、映画のために1億5千万円集めました。」（2003年）
- 「わしゃ、世界の金太！―平成の大成功者と五人の父」（2006年）（高山秀美　ペンネーム使用）